# آلجونا مالتس
آلجونا مالتس (انگلیسی: Aljona Malets؛ زادهٔ ۶ مهٔ ۱۹۸۷) بازیکن فوتبال اهل استونی است.
وی همچنین در تیم‌های ملی فوتبال Estonia women's national football team، و Estonia women's national football team، بازی کرده‌است.